# Superammasso Pavo-Indo

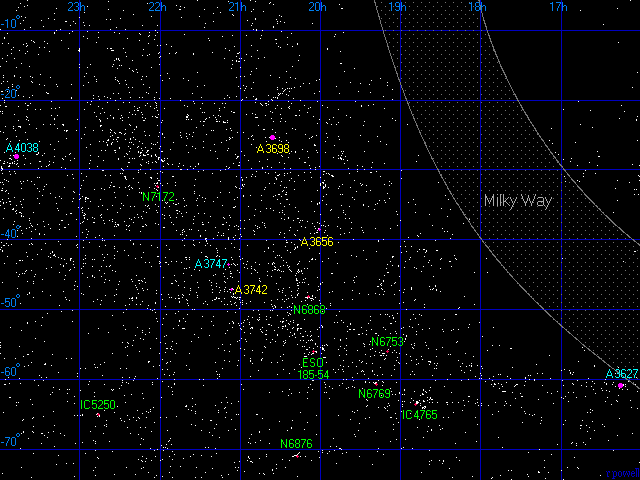
La distribuzione degli ammassi e gruppi di galassie nel Superammasso Pavo-Indo.

Il Superammasso Pavo-Indo è un superammasso prossimo al nostro Superammasso della Vergine, contenente il Gruppo locale ove è posta la Via Lattea, il cui centro gravitazionale è in direzione della costellazione dell'Aquario.
In letteratura sono pochi gli studi che riguardano questo superammasso. Una pubblicazione del 1988 avvalora l'ipotesi che il Superammasso Pavo-Indo sia in connessione, tramite un suo componente l'ammasso di galassie Abell 3627, con il Superammasso dell'Idra-Centauro. Con la scoperta nel 2014 del superammasso Laniakea, si è compreso che il Superammasso Pavo-Indo costituisce un lobo di questa grande struttura. 
Il Superammasso Pavo-Indo contiene quattro ammassi principali, Abell 3627, Abell 3656, Abell 3698, Abell 3742 e alcuni gruppi di galassie.
| Nome       | R.A. (J2000)  | Dec (J2000)  | Redshift (z) | Distanza (milioni di anni luce) | Numero di galassie | Nomi alternativi                                         |
| ---------- | ------------- | ------------ | ------------ | ------------------------------- | ------------------ | -------------------------------------------------------- |
| Abell 3627 | 16h 14m 22.5s | -60° 52′ 07″ | 0,0157       | 212                             | 597                | Ammasso del Regolo, MCXC J1614.3-6052, CIZA J1614.3-6052 |
| Abell 3656 | 20h 00m 32.1s | -38° 31′ 43″ | 0,019        | 244                             | 35                 | [T87] 1957.2-3840                                        |
| Abell 3698 | 20h 35m 44.4s | -25° 13′ 04″ | 0,020        | 254                             | 71                 | MCXC J2035.7-2513, BAX 308.9939-25.2762                  |
| Abell 3742 | 21h 06m 41.8s | -47° 08′ 56″ | 0,0164       | 209                             | 35                 | Indus Cluster                                            |

Nelle osservazioni del superammasso è visibile anche l'ammasso Abell 3747 che tuttavia, trovandosi ad oltre 400 milioni di anni luce, è una struttura che fa parte dello sfondo.
| Nome                        | R.A. (J2000)  | Dec (J2000)  | Redshift (z) | Distanza (milioni di anni luce) | Nome alternativo  |
| --------------------------- | ------------- | ------------ | ------------ | ------------------------------- | ----------------- |
| Gruppo di IC 4765 (*)       | 18h 47m 27.0s | -63° 26′ 33″ | 0,014784     | 195                             | LGG 422           |
| Gruppo di NGC 6753/IC 4837A | 19h 11m 23.6s | -57° 02′ 58″ | 0,0103       | 145                             |                   |
| Gruppo NGC 6769/IC 4845     | 19h 17m 05.9s | -60° 50′ 44″ | 0,0134       | 185                             | LGG 427           |
| Gruppo di ESO 185-54        | 20h 03m 24s   | -55° 56′ 00″ | 0,0144       | 200                             |                   |
| Gruppo di NGC 6868          | 20h 09m 55.7s | -48° 05′ 47″ | 0,0092       | 116                             | Telescopium Group |
| Gruppo di NGC 6876          | 20h 18m 11.7s | -70° 53′ 19″ | 0,01368      | 180                             | Pavo I Group      |
| Gruppo di NGC 7172/IC 5156  | 22h 01m 41.9s | -32° 47′ 08″ | 0,008781     | 123                             | LGG 450           |
| Gruppo di IC 5250/NGC 7329  | 22h 46m 07.1s | -65° 06′ 44″ | 0,009787     | 137                             | LGG 462           |

(*) Il Gruppo di IC 4765 è talora descritto come parte di Abell S805 (o Pavo II Cluster).